# 穆蘭
穆兰（法語：Moulins，法語發音：[mulɛ̃] ⓘ），法国中部城市，奥弗涅-罗讷-阿尔卑斯大区阿列省的一个市镇，同时也是该省的省会，下辖穆兰区，其市镇面积为8.6平方公里，2022年1月1日时人口数量为19,344人，在法国城市中排名第478位。
穆兰位于阿列省北部，主城区位于阿列河右岸，其名称在法语中意为“磨坊”。穆兰是法国艺术与历史之城，其历史与波旁公爵紧密相关，中世纪末期为该区域的政治中心，此后成为波旁行省的首府，法国大革命后成为阿列省省会。现代穆兰是一个区域性的中心城市和交通枢纽，与相邻的伊泽尔组成了重要的城市核心区。

## 地名来源
“穆兰”一名与法语单词“磨坊”（moulin）写法相同，此处为该词的复数形式。其名称来源于拉丁语单词，可能与当地历史上存在的磨坊建筑有关。穆兰也是法国唯一一个与地理事物名称完全相同的省会城市。
尽管是该地的官方名称，但在一些场合，“穆兰”又被以“阿列河畔穆兰”（Moulins-sur-Allier）的形式被记载，如穆兰市区的火车站被称为阿列河畔穆兰站。

## 历史

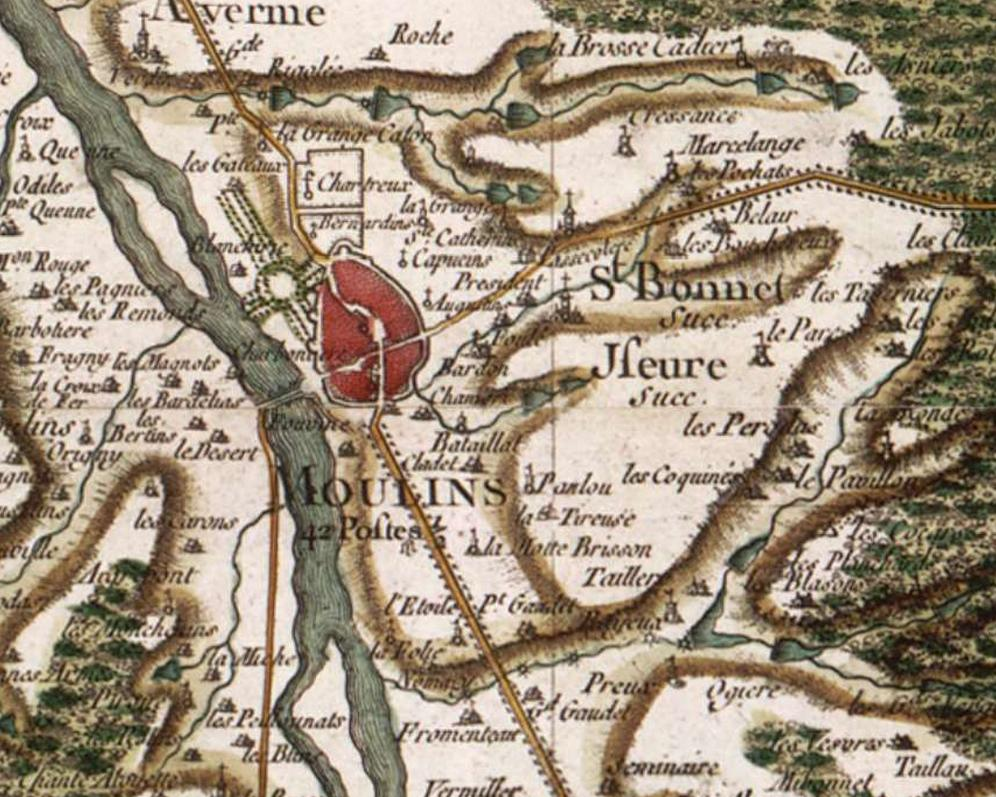
卡西尼地图上的穆兰

穆兰最初记载于公元990年，为阿列河右岸的一处港口。1232年，波旁家族的阿尔尚博六世将其家族宅邸迁至穆兰，使得后者逐渐形成城镇。1327年，波旁家族获得公爵头衔。1495年，查理八世在前往意大利旅行期间曾短居于穆兰，使得穆兰一度成为法兰西王国的政治中心。1527年，波旁公爵曾勾结神圣罗马帝国，被弗朗索瓦一世识破，后者将波旁收为法兰西王室土地并设为一个行省，穆兰成为首府。18世纪中期，阿列河多次发生洪水，穆兰城市建设受到较大影响。法国大革命后，波旁行省被拆解，穆兰成为阿列省的一个市镇及该省的省会。工业革命期间，穆兰成为一个铁路枢纽。第二次世界大战期间，占领区和维希法国的分界线从穆兰穿过。

## 地理

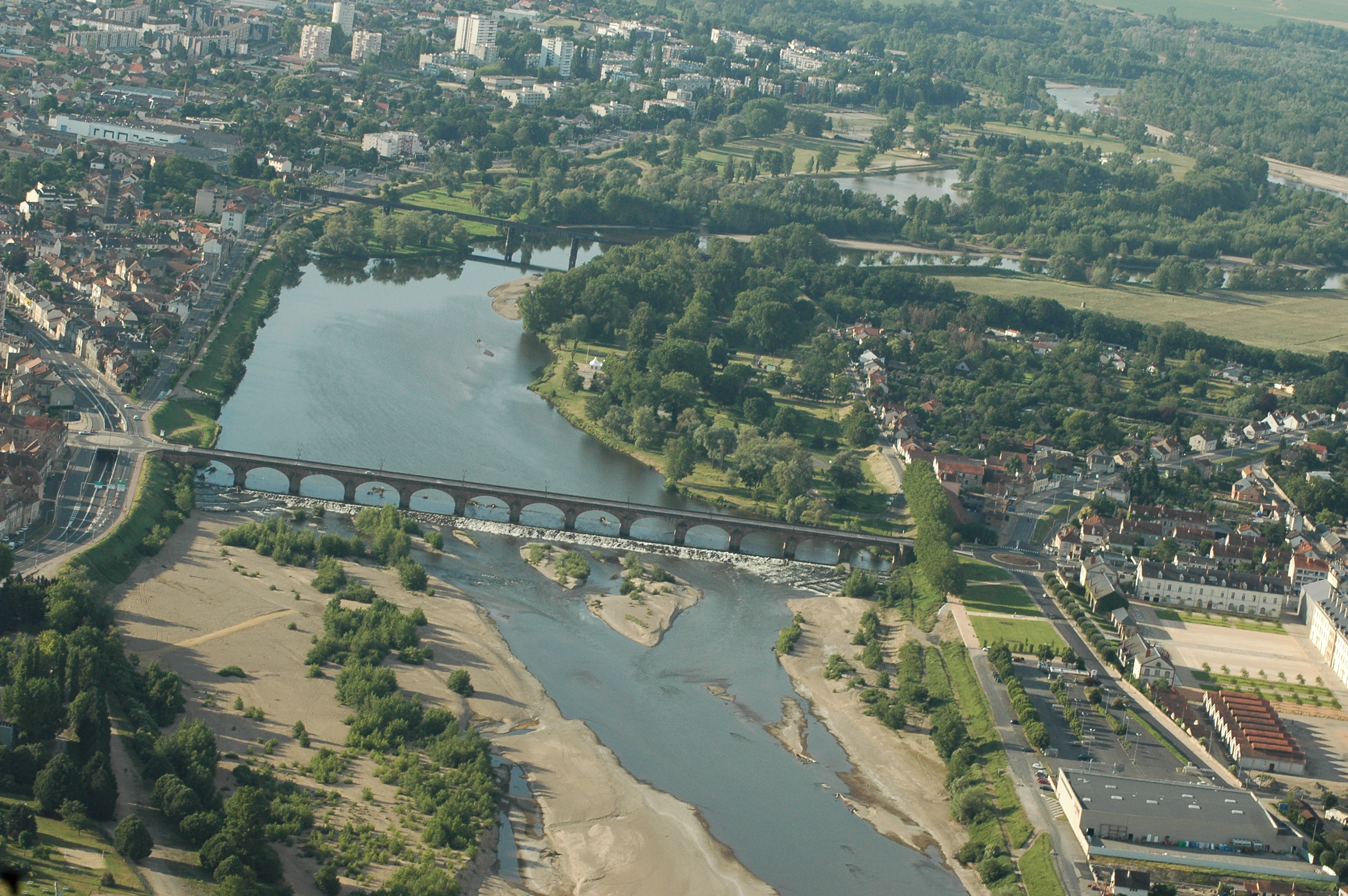
鸟瞰阿列河穆兰段

穆兰位于法国中部，奥弗涅-罗讷-阿尔卑斯大区西北部和阿列省北部偏东，距离法国首都里昂大约302公里，其所在区域被称为波旁博卡日。与穆兰接壤的市镇包括：阿韦尔姆、布雷索勒、讷维、阿列河畔土伦、伊泽尔。

### 地形
穆兰位于阿列河冲积平原腹地，境内地势平坦，全境海拔在202到240米之间。

### 水文
阿列河自南向北流经境内，该河是卢瓦尔河最大的支流。

### 植被
穆兰属于温带落叶林区，市区内的主要绿地公园包括尚潘游乐园（La plaine de jeux des Champins）、火车站花园（Jardin de la Gare）等，均常年免费向公众开放。

### 气候
穆兰在柯本气候分类法中属于温带海洋性气候。
距离穆兰最近气象站位于伊泽尔境内，以下为该气象站的数据（其中日照数据取自维希）：
| 伊泽尔1981年－2019年 | 伊泽尔1981年－2019年 | 伊泽尔1981年－2019年 | 伊泽尔1981年－2019年 | 伊泽尔1981年－2019年 | 伊泽尔1981年－2019年 | 伊泽尔1981年－2019年 | 伊泽尔1981年－2019年 | 伊泽尔1981年－2019年 | 伊泽尔1981年－2019年 | 伊泽尔1981年－2019年 | 伊泽尔1981年－2019年 | 伊泽尔1981年－2019年 | 伊泽尔1981年－2019年 |
| 月份                 | 1月                  | 2月                  | 3月                  | 4月                  | 5月                  | 6月                  | 7月                  | 8月                  | 9月                  | 10月                 | 11月                 | 12月                 | 全年                 |
| -------------------- | -------------------- | -------------------- | -------------------- | -------------------- | -------------------- | -------------------- | -------------------- | -------------------- | -------------------- | -------------------- | -------------------- | -------------------- | -------------------- |
| 历史最高温 °C（°F）  | 18 (64)              | 25.8 (78.4)          | 25.4 (77.7)          | 29.6 (85.3)          | 33.2 (91.8)          | 38.7 (101.7)         | 39.7 (103.5)         | 42 (108)             | 35.5 (95.9)          | 29.8 (85.6)          | 23.6 (74.5)          | 19 (66)              | 42 (108)             |
| 平均高温 °C（°F）    | 6.7 (44.1)           | 8.3 (46.9)           | 12.5 (54.5)          | 15.7 (60.3)          | 19.8 (67.6)          | 23.4 (74.1)          | 26.4 (79.5)          | 26 (79)              | 21.8 (71.2)          | 16.8 (62.2)          | 10.5 (50.9)          | 7.1 (44.8)           | 16.3 (61.3)          |
| 日均气温 °C（°F）    | 3.5 (38.3)           | 4.4 (39.9)           | 7.6 (45.7)           | 10.2 (50.4)          | 14.4 (57.9)          | 17.7 (63.9)          | 20.2 (68.4)          | 19.8 (67.6)          | 16 (61)              | 12.3 (54.1)          | 7 (45)               | 4.1 (39.4)           | 11.4 (52.5)          |
| 平均低温 °C（°F）    | 0.4 (32.7)           | 0.5 (32.9)           | 2.7 (36.9)           | 4.7 (40.5)           | 8.9 (48.0)           | 12 (54)              | 14 (57)              | 13.6 (56.5)          | 10.3 (50.5)          | 7.7 (45.9)           | 3.4 (38.1)           | 1.1 (34.0)           | 6.6 (43.9)           |
| 历史最低温 °C（°F）  | −21 (−6)             | −19 (−2)             | −12 (10)             | −4.2 (24.4)          | −1.2 (29.8)          | 1 (34)               | 5 (41)               | 3 (37)               | −0.9 (30.4)          | −6.8 (19.8)          | −9 (16)              | −15.2 (4.6)          | −21 (−6)             |
| 平均降水量 mm（）    | 54.7 (2.15)          | 49.8 (1.96)          | 48.1 (1.89)          | 64.1 (2.52)          | 90.5 (3.56)          | 75.3 (2.96)          | 66.4 (2.61)          | 70.7 (2.78)          | 72.3 (2.85)          | 70.6 (2.78)          | 71.9 (2.83)          | 62.6 (2.46)          | 797 (31.4)           |
| 月均日照時數         | 78.1                 | 94.8                 | 153.7                | 175.4                | 203.4                | 225                  | 248.9                | 238.3                | 183.5                | 128.1                | 76.7                 | 55.9                 | 1,861.8              |
| 来源：infoclimat.fr  |                      |                      |                      |                      |                      |                      |                      |                      |                      |                      |                      |                      |                      |

## 行政区划
穆兰是法国奥弗涅-罗讷-阿尔卑斯大区阿列省的一个市镇，编号为03190，它也是阿列省的省会。穆兰下辖穆兰区，管理穆兰第一县和第二县，同时也是穆兰城市圈公共社区的办公驻地。
法国国家统计与经济研究所（简称）在进行数据统计时，将穆兰及相邻的另外3个市镇设为穆兰城市核心区，并将包括核心区在内的周边共39个市镇划为穆兰城市区。同时，还将穆兰市镇分为了9个“块区”（IRIS），以便于统计人口分布情况。

## 交通

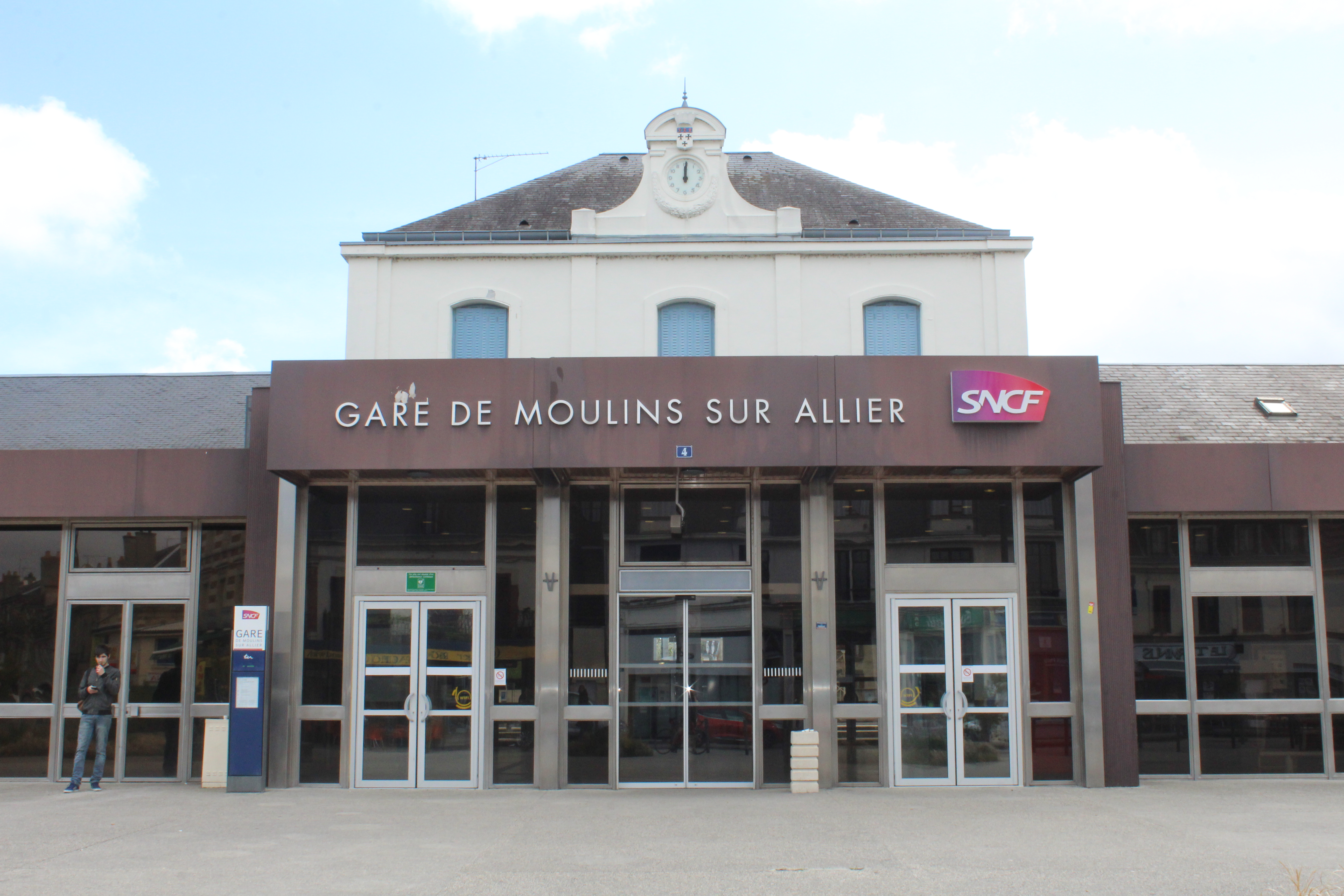
阿列河畔穆兰站的站房

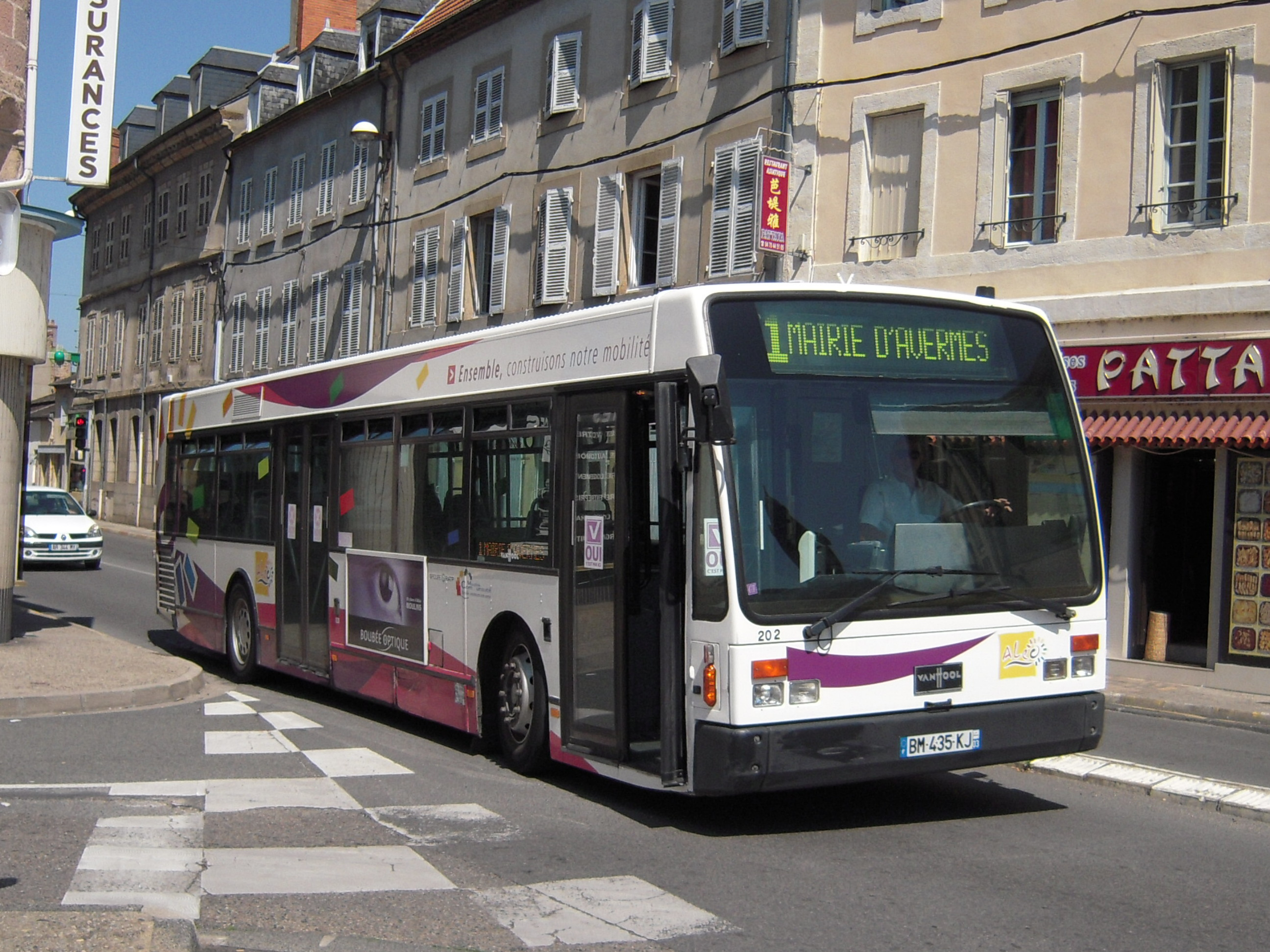
一辆穆兰公交

### 公路
法国国道N7线和多条阿列省省道在穆兰境内交汇。奥弗涅-罗讷-阿尔卑斯大区下属的阿列省城际客运提供巴士线路，可前往蒙吕松、勒东容、德西兹、加纳等地。
2017年，63%的穆兰家庭拥有至少一辆的私人汽车。2018年，穆兰境内共发生各类交通事故8起，造成10人受伤。

### 铁路
穆兰位于莫雷－里昂铁路和穆兰－马孔铁路的交汇处。阿列河畔穆兰站位于市区东部，是穆兰境内唯一的铁路车站，该站每天停靠约6班往返于巴黎和克莱蒙费朗和2班往返于里昂和南特之间的城际列车，以及前往克莱蒙费朗、讷韦尔、图尔、第戎及帕赖勒莫尼亚勒等地的区域列车。

### 航空
穆兰市区东南部建有穆兰-蒙伯尼飞行场，供商务及救援使用。
距离穆兰最近的民用航空站为克莱蒙费朗机场，距离穆兰市中心的公路里程约101公里。

### 城市公共交通
穆兰城市公共交通（商业名称为）是当地的城市公共交通系统。截至2020年12月，该系统共包括9条公交线路，路网覆盖了穆兰市区内的主要街道和居民区。

## 政治

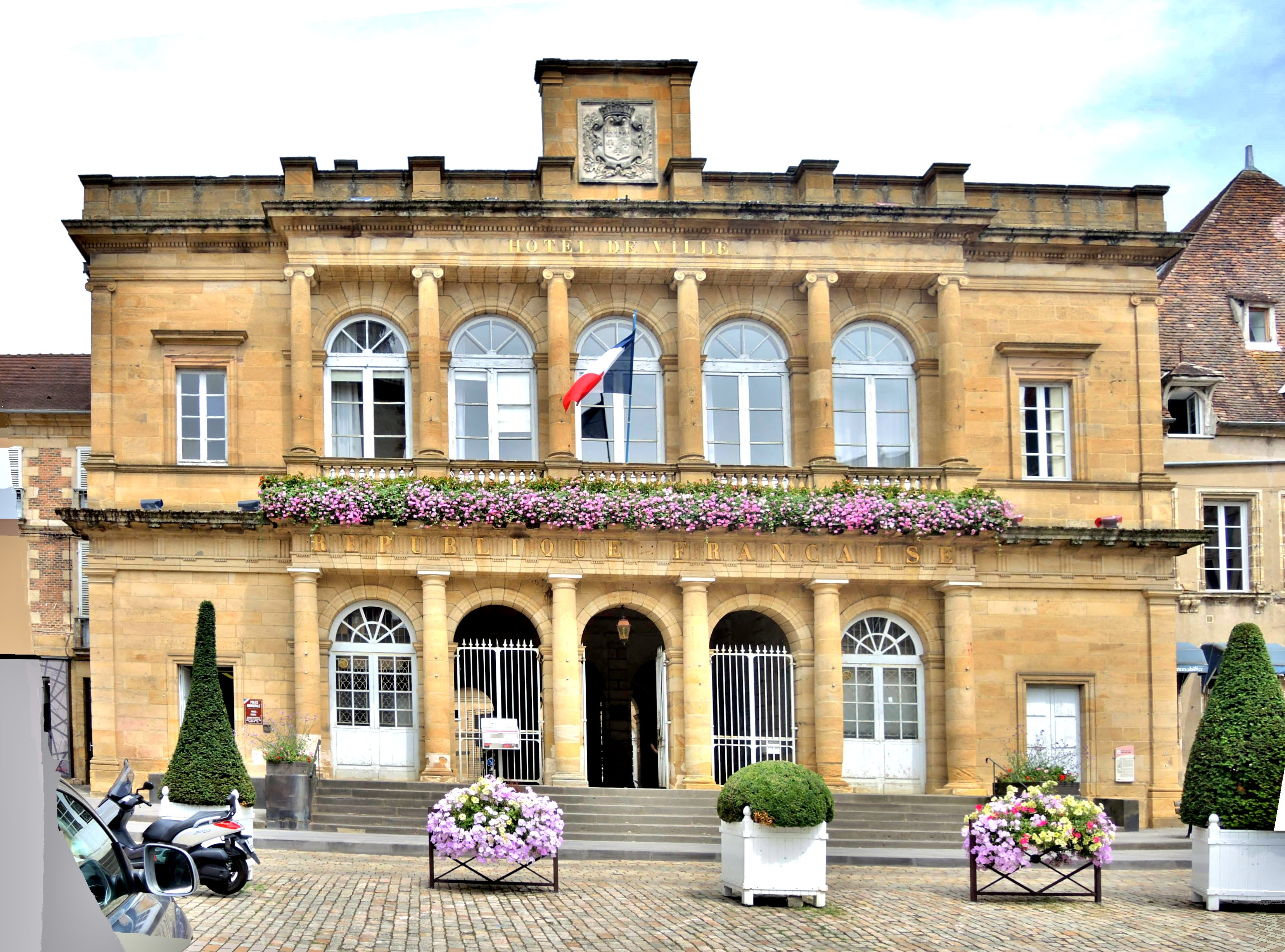
穆兰市政厅

穆兰的现任市长为皮埃尔-安德烈·佩里索尔先生，他是共和党的一名成员，在2020年的市政选举中获得了48.14%的支持率。
在2017年的法国总统大选中，法国第25任总统埃马纽埃尔·马克龙在穆兰获得了70.71%的支持率。
| 穆兰历届市长   |                        |                                            |
| 任期           | 市长                   | 党派                                       |
| 1944年－1945年 | 让·迪弗卢              | 不详                                       |
| 1945年－1947年 | 亨利·格罗莫拉尔        | 不详                                       |
| 1947年－1959年 | 莫里斯·坦朗            | 不详                                       |
| 1959年－1971年 | 雅克·普利戈            | RI独立激进党                               |
| 1971年－1989年 | 埃克托·罗朗            | RPR保衛共和聯盟                            |
| 1989年－1995年 | 保罗·绍瓦              | DVD右翼无党派人士                          |
| 1995年－       | 皮埃尔-安德烈·佩里索尔 | RPR保衛共和聯盟 →UMP人民运动联盟 →LR共和黨 |

## 人口
2017年，穆兰市镇人口数量为19,664，在法国排名第478位。其中男性8,956人，女性10,708人，75岁及以上人口占11.6%，外籍人口数量为6,012人，人口密度为2,284人/平方公里，当地居民被称为（男性）或（女性）。2018年，穆兰境内出生221人，死亡人口257人。
| 年份   | 1936   | 1946   | 1954   | 1962   | 1968   | 1975   | 1982   | 1990   | 1999   | 2006   | 2011   | 2016   | 2017   |
| ------ | ------ | ------ | ------ | ------ | ------ | ------ | ------ | ------ | ------ | ------ | ------ | ------ | ------ |
| 人口數 | 22,369 | 23,254 | 24,441 | 23,909 | 25,979 | 26,067 | 25,159 | 22,799 | 21,892 | 20,599 | 19,094 | 19,613 | 19,664 |

## 经济
穆兰是一个区域性的中心城市，穆兰-维希工商会在此设有一个办事处。穆兰境内共有各类用人单位2,859家，其中98.96%为中小型企业（PME），平均历史为18年，行政、医疗及社会服务是当地的主要就业岗位类型。

## 财政收入
2018年，穆兰的财政收入总额为22,396,000欧元，财政支出总额为19,429,100欧元，当年的债务总额为17,004,400欧元。
2015年，穆兰的人均月收入总额为2,388欧元，其中高职人员为3,836欧元，普通职员为1,756欧元。
2017年，穆兰境内的青壮年（15至64岁）失业率为18.3%，当地36.5%的家庭拥有纳税资格。

## 社会事务

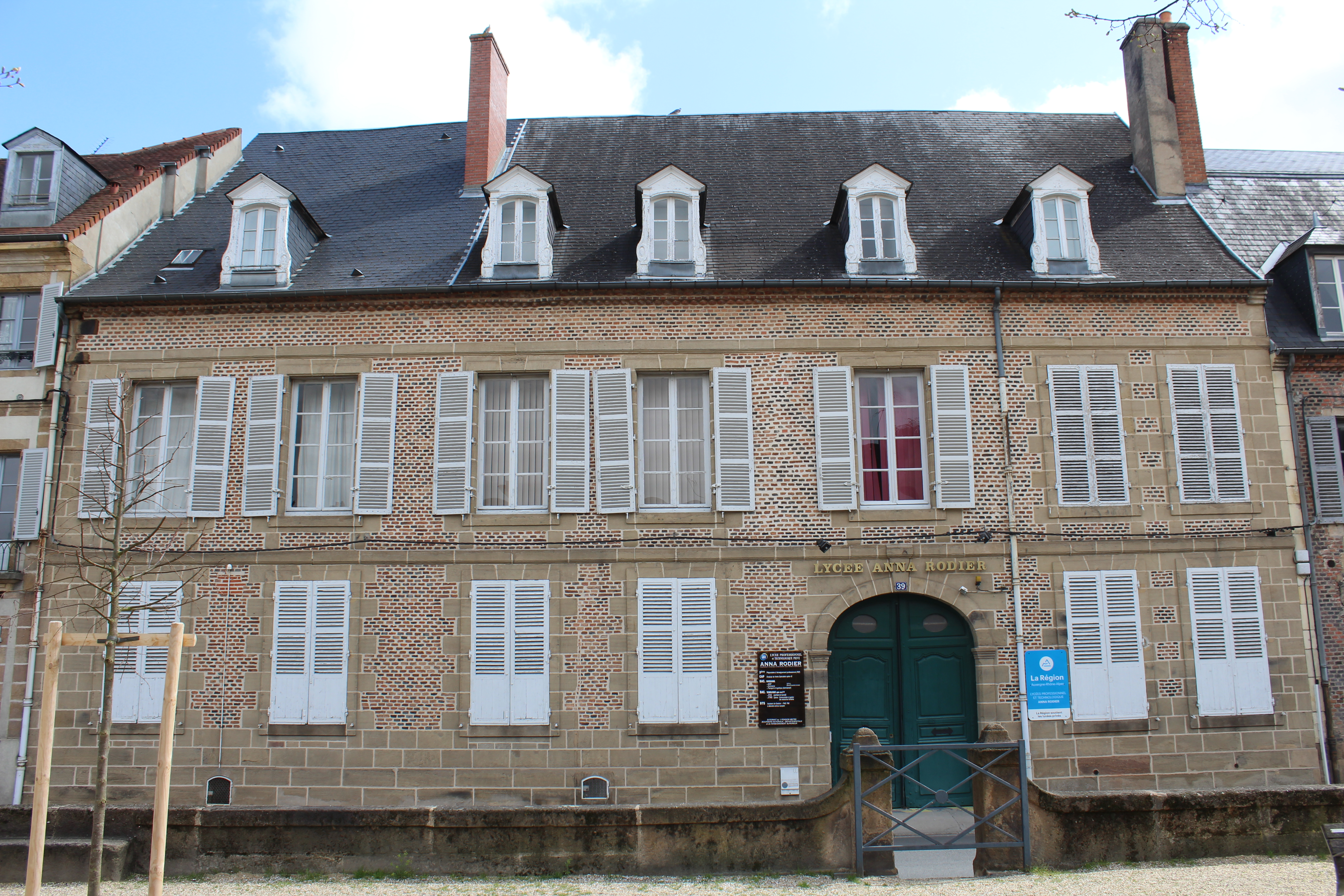
穆兰的一处高级中学

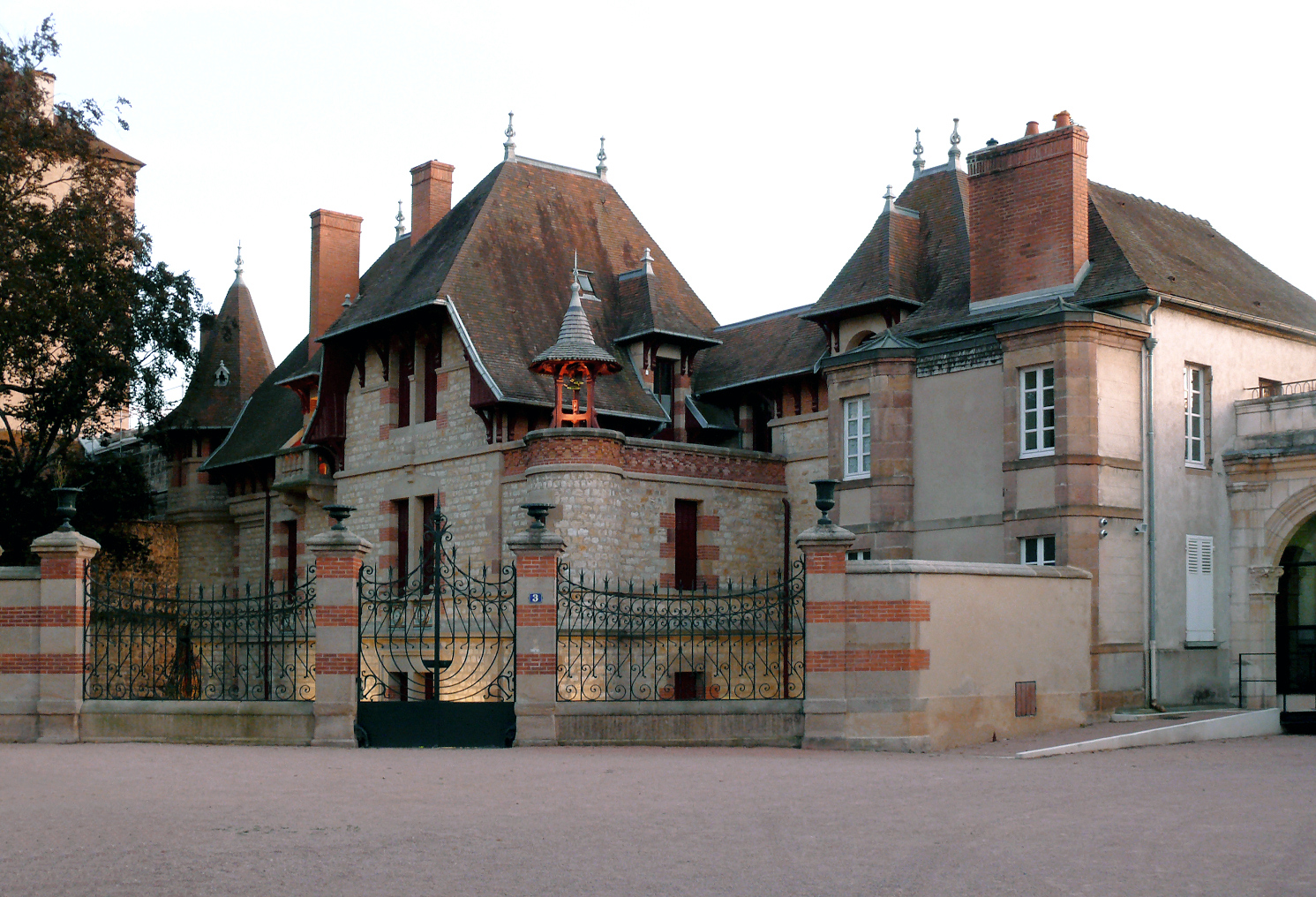
穆兰传统民居

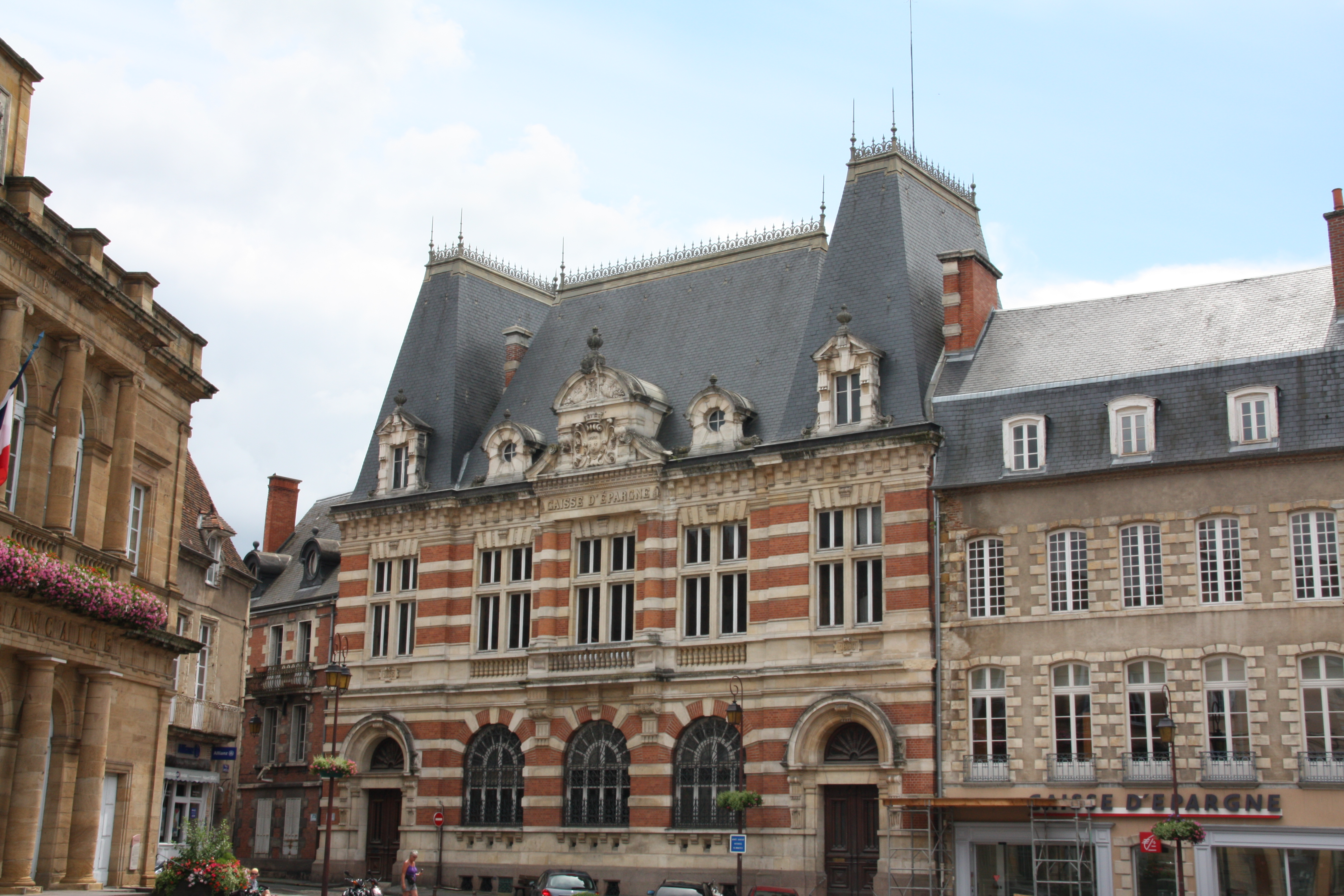
法国储蓄银行穆兰分行

### 教育
穆兰属于克莱蒙费朗学区。截止2019年1月1日，穆兰境内共有7所幼儿园、6所小学、4所初级中学、3所普通高中、1所农业高中和1所职业高中。2018至2019学年度，穆兰境内共有在校中等教育阶段学生3,192名。
在高等教育方面，克莱蒙-奥弗涅大学下属的阿列省大学技术学院在穆兰设有一个校区，开设一个高职专业和一个职业本科专业。

### 医疗
截止2019年1月1日，穆兰境内共有全科医生27名、保健师24名、牙医23名、护士28名、耳科医生2名、眼科医生4名、皮肤科医生2名、助产士2名和妇科医生2名。境内共有药房12家、养老院6家、残疾人帮扶中心5家。
穆兰中心医院，全名为“穆兰-伊泽尔中心医院”（Centre Hospitalier de Moulins Yzeure），是法国的一个区域性医疗机构，其主病区位于穆兰市区，设有床位406个，是当地规模最大的公立综合性医院。此外当地还有圣奥迪隆综合诊疗中心（Polyclinique Saint-Odilon），后者为一所私立综合性医院。

### 住房
2017年，穆兰境内共有各类住房12,965套，其中29.8%为独立式居民区，68.9%为集中式居民区。常住房屋占穆兰市镇范围内居民建筑总量的90.1%。

### 商业
2018年，穆兰境内共有各类实体商铺598家，其中餐厅100家、大型超市8家、杂货店7家、面包房30家、肉铺6家、书店18家、装饰品店2家、银行门店19家、美容美发店54家、汽车维修店14家。市区南部建有大型开放式商业街区。

### 体育
2019年，穆兰境内共有1家游泳池、8间体育馆、1座综合体育场、2处网球场、3处足球或橄榄球场以及6处篮球或排球场。
穆兰体育足球俱乐部是当地的一支足球队，成立于2016年，2020至2021赛季参加法國全國乙組聯賽（法丁）。此外穆兰还有穆兰-伊泽尔足球俱乐部，主场位于穆兰东部的伊泽尔境内，2020至2021赛季同样参加法丁联赛。

### 环境
穆兰的环境事务由其所属的公共社区负责。2018年，穆兰境内共有2家污染企业。

### 治安
2018年，穆兰市镇范围内共有2处派出所和1处宪兵队。
2014年，穆兰及附近地区共发生各类案件1,706起，其中盗窃类案件1,116起，经济类案件147起，毒品交易类案件78起。

## 文化
2019年，穆兰境内共有1家剧场、1家电影院、2家博物馆和1家音乐厅。穆兰市政府提供多媒体中心，向公众全年开放。

### 建筑
穆兰是法国艺术与历史之城，境内有多处法国国家文物保护单位，其中穆兰主教座堂、穆兰圣心教堂、雅克马尔塔等为当地的代表性建筑物。

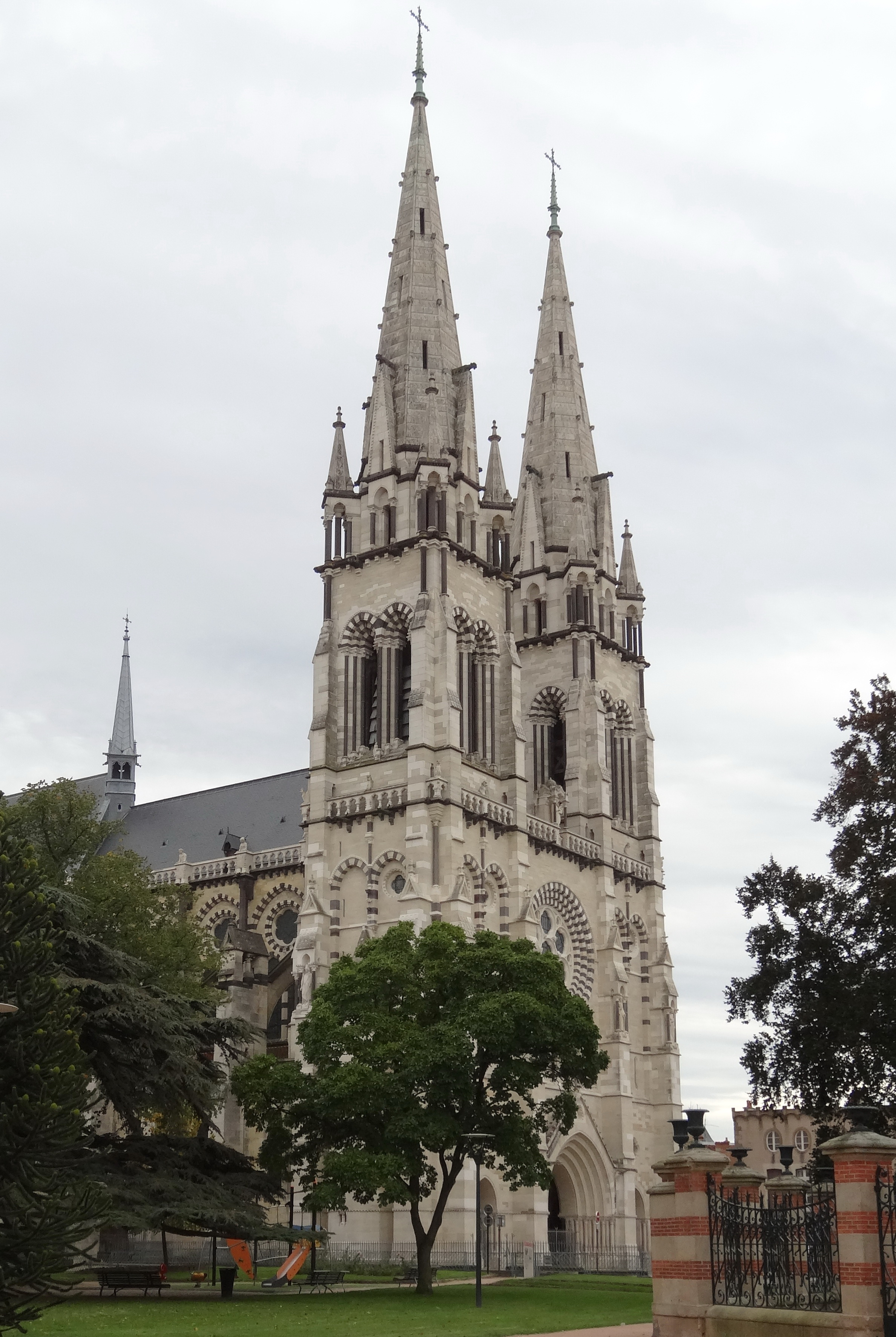
穆兰主教座堂
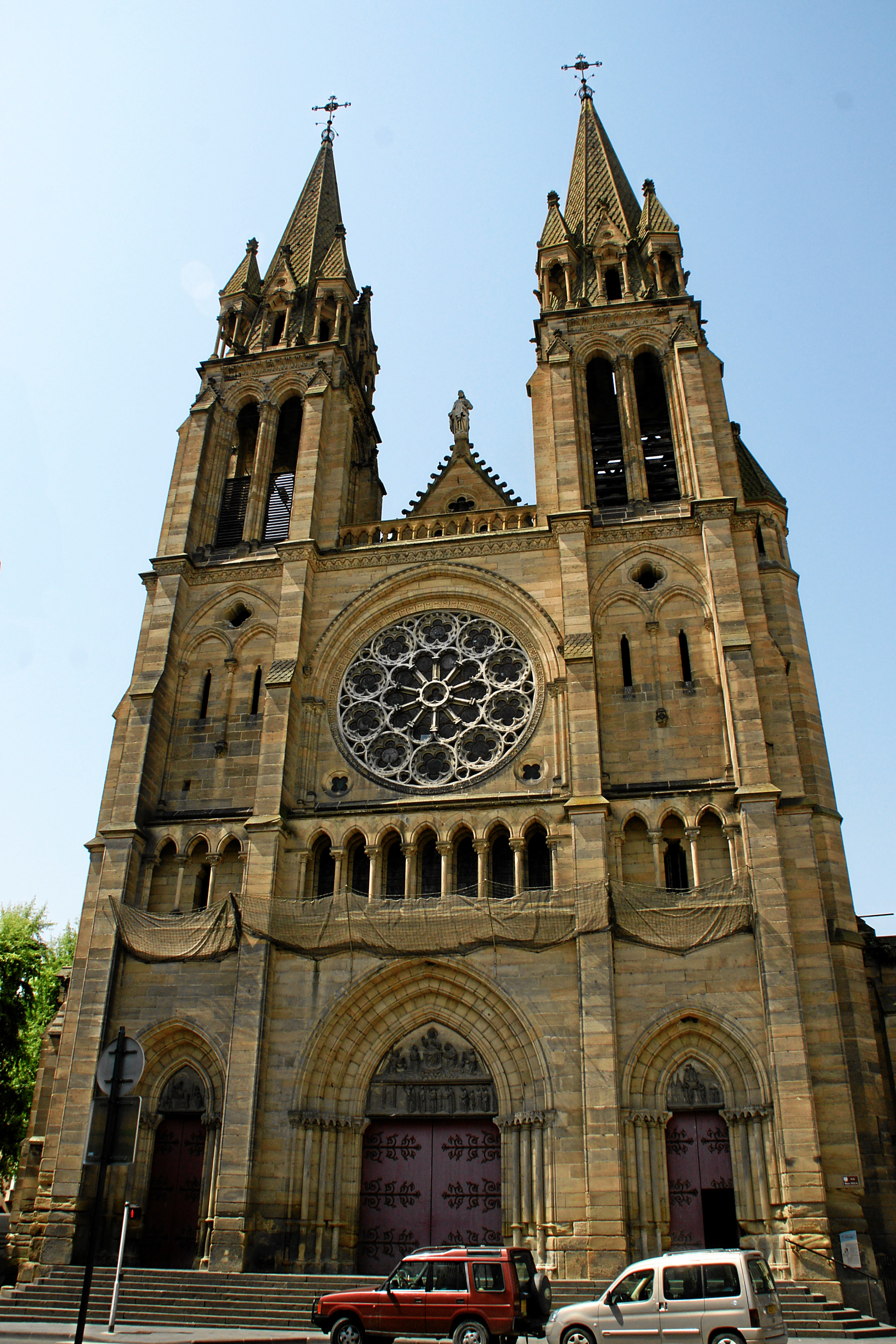
穆兰圣心教堂（法语：Église du Sacré-Cœur de Moulins）
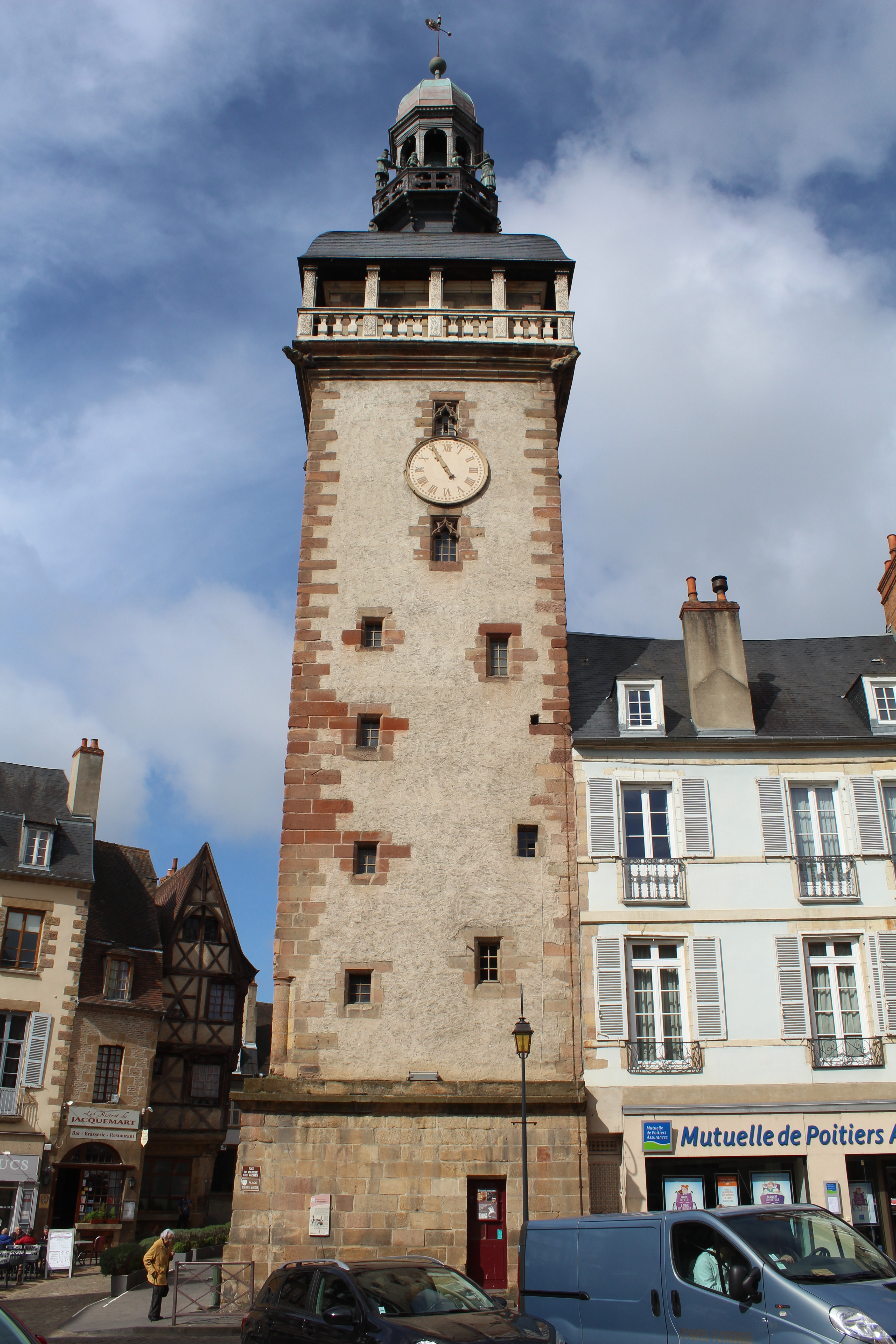
雅克马尔塔（法语：Tour Jacquemart (Moulins)）
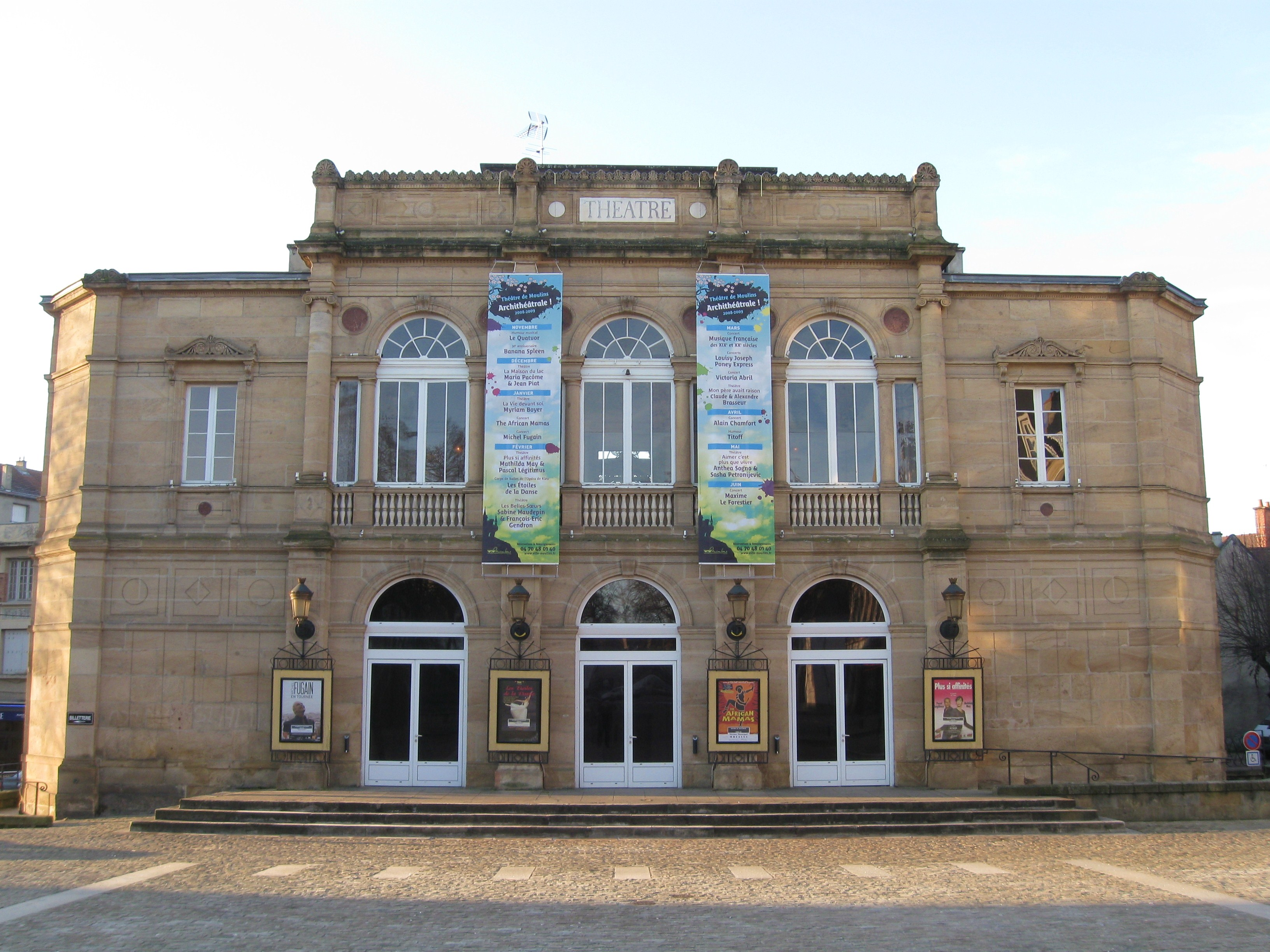
穆兰市政剧场
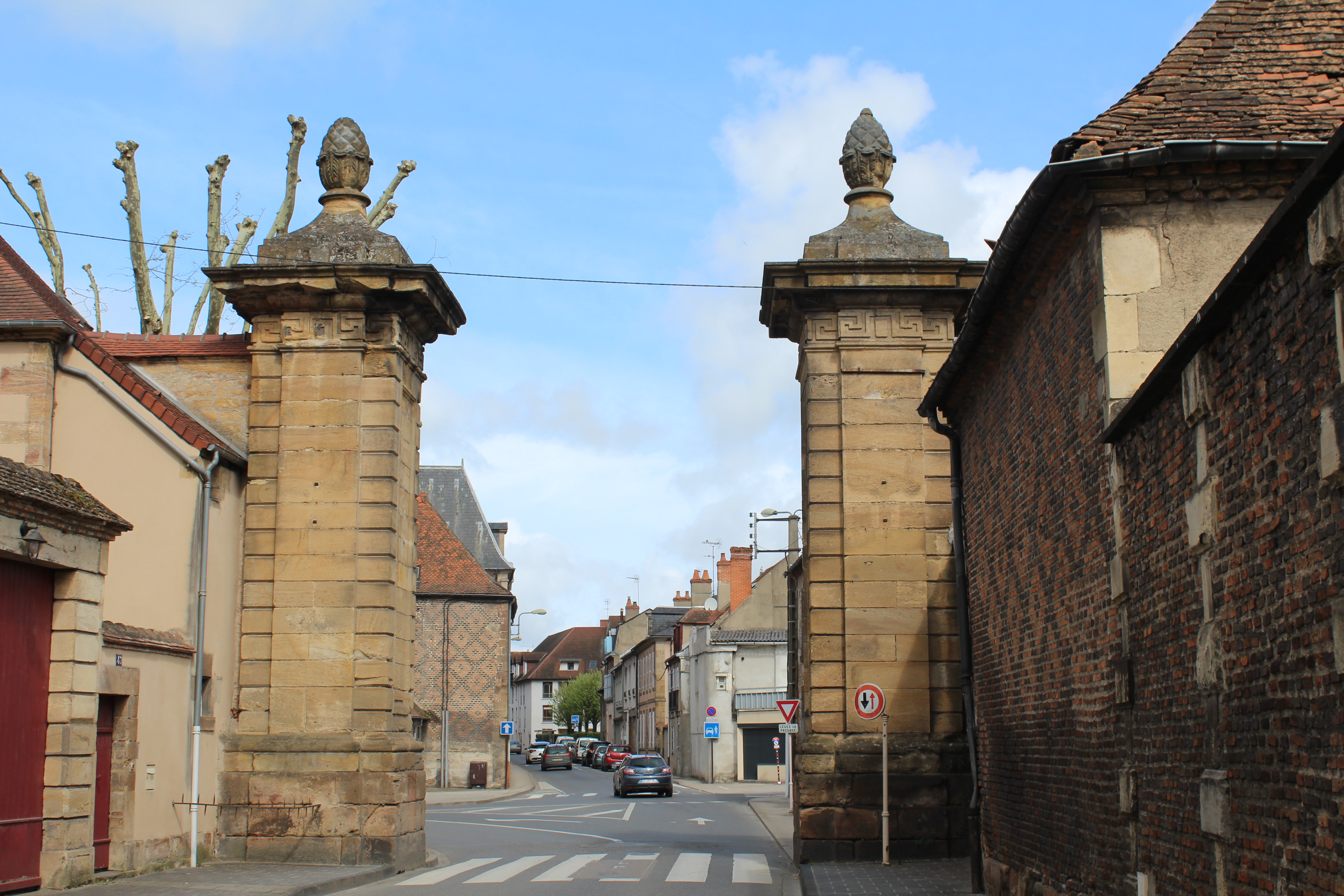
巴黎门

### 旅游
穆兰的旅游事务由其所属的公共社区负责。2020年，穆兰境内共有6家宾馆共计163间房间。

### 媒体
法国主要的媒体均可在穆兰接收，法国电视三台下属的奥弗涅-罗讷-阿尔卑斯大区频道在部分时段播出穆兰所属区域的地方新闻。
《阿列省周报》总部设于穆兰。奥弗涅地区的重要刊物《山地报》在穆兰设有一个分部。

## 相关人物
法国军事家詹姆斯·菲茨詹姆斯、诗人西奥多·庞维勒、历史文学家安东尼·梅耶、政治家乔治·皮杜尔、演员理查尔·博兰热、篮球运动员斯特凡纳·里萨切尔以及2020年巴黎教师斩首案的遇难者薩繆爾·帕蒂（Samuel Paty）均出生于穆兰。

## 友好城市
截至2021年12月，穆兰共与三座城市互为友好城市关系：
- 德国 巴特菲尔伯尔
- 義大利 蒙特普尔恰诺
- 摩洛哥 丹吉尔